# Jone Laspiur
Jone Laspiur, née à Intxaurrondo en 1995 est une chanteuse et actrice basque espagnole.
En 2021, elle remporte le prix Goya de la révélation féminine pour son rôle dans le film Ane.

## Biographie
Elle a étudié les Beaux-Arts et le théâtre, puis a été choriste du groupe de musique Koban (eu).
Elle se fait connaitre en 2020, au Festival international du film de Saint-Sébastien avec sa participation à trois des œuvres présentées : les films Ane et les Sorcières d'Akelarre ainsi que la série télévisée Alardea (eu).

## Filmographie

### Cinéma
| Année | Titre                    | Rôle           | Réalisateur   |
| ----- | ------------------------ | -------------- | ------------- |
| 2020  | Ane                      | Ane            |               |
| 2020  | Les Sorcières d'Akelarre | Maider         |               |
| 2020  | Polvo somos              | Ane            | Court métrage |
| 2021  | Maixabel                 | Amiga de María |               |
| 2025  | L'Île des faisans        | Laida          | Asier Urbieta |

### Télévision
| Année | Titre   | Rôle  | Chaine | Notes      |
| ----- | ------- | ----- | ------ | ---------- |
| 2020  | Alardea | ETB 1 | Katixa | 4 épisodes |

## Distinctions
| Année | Prix                                        | Catégorie           | Œuvre | Résultat   | Réf.  |
| ----- | ------------------------------------------- | ------------------- | ----- | ---------- | ----- |
| 2021  | Prix Goya                                   | Meilleure espoir    | Ane   | Lauréat    | [ 2 ] |
| 2021  | Círculo de Escritores Cinematográficos 2020 | Révélation féminine | Ane   | Nomination | [ 4 ] |